# Just Like a Woman (sång)
Just Like a Woman är en låt skriven av Bob Dylan. Den kom ut först på skivan Blonde on Blonde 1966. Man anser att låten delvis är inspirerad av Edie Sedgwick. Låten släpptes på singel i USA och delar av Europa, dock inte i Storbritannien. Den brittiska popgruppen Manfred Mann gav ut låten på singel och denna version blev en hit i Storbritannien och Sverige.
Några artister som spelat in covers av låten är bland andra Richie Havens (albumet Mixed Bag 1967), The Hollies (albumet Hollies Sing Dylan 1969), Joe Cocker (albumet With a Little Help from My Friends 1969), Nina Simone (albumet Here Comes the Sun 1971), Rod Stewart (albumet Tonight I'm Yours 1981), och Stevie Nicks (albumet Street Angel 1994).
Tidningen Rolling Stone placerade låten på 230:de plats när de listade The 500 Greatest Songs of All Time.

## Album
- Blonde on Blonde - 1966
- Bob Dylan's Greatest Hits - 1967
- Before the Flood - 1974
- Masterpieces - 1978
- At Budokan - 1979
- Biograph- 1985
- The 30th Anniversary Concert Celebration- 1993
- The Bootleg Series Vol. 4: Bob Dylan Live 1966, The "Royal Albert Hall" Concert - 1998
- The Essential Bob Dylan - 2000
- Dylan - 2007

## Listplaceringar
| Lista (1966) | Position               |
| ------------ | ---------------------- |
| Kanada       | 38 (RPM)               |
| USA          | 33 (Billboard Hot 100) |

## Listplaceringar, Manfred Mann
| Lista (1966)   | Position              |
| -------------- | --------------------- |
| Danmark        | 6 (DR "Topp 20")      |
| Nya Zeeland    | 3 (NZ Listner)        |
| Storbritannien | 10 (UK Singles Chart) |
| Sverige        | 1 (Kvällstoppen)      |
| Sverige        | 1 (Tio i topp)        |